# 1891 no beisebol

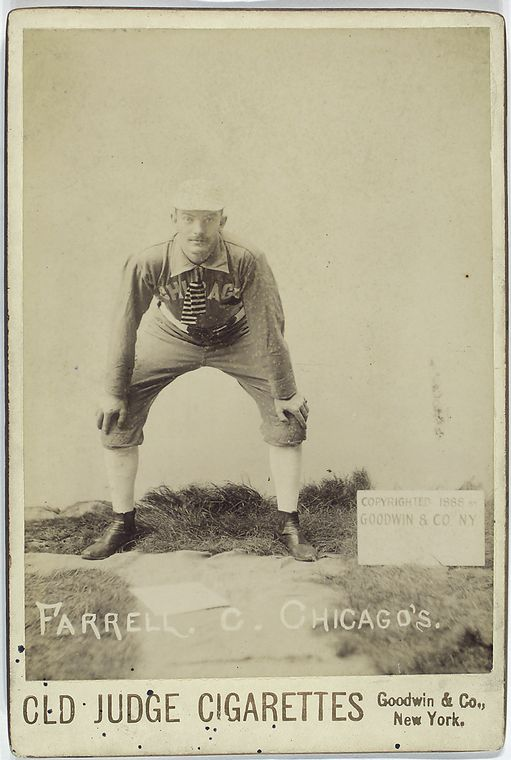
Duke Farrell, foi o líder da American Association em home runs e RBIs na temporada de 1891.

Esta é uma lista de eventos no mundo do beisebol durante o ano de 1891.

## Campeões
- National League:  Boston Beaneaters
- American Association: Boston Reds

World Series:  Boston (NL) recusou enfrentar o Boston (AA)

## Grandes ligas de beisebol - times e aproveitamento

### National League
| Time                  | Vitórias | Derrotas |
| --------------------- | -------- | -------- |
| Boston Beaneaters     | 87       | 51       |
| Chicago Colts         | 82       | 53       |
| New York Giants       | 71       | 61       |
| Philadelphia Phillies | 68       | 69       |
| Cleveland Spiders     | 65       | 74       |
| Brooklyn Grooms       | 61       | 76       |
| Cincinnati Reds       | 57       | 81       |
| Pittsburg Alleghenys  | 55       | 80       |

### American Association
| Time                       | Vitórias | Derrotas |
| -------------------------- | -------- | -------- |
| Boston Reds                | 93       | 42       |
| St. Louis Browns           | 85       | 51       |
| Baltimore Orioles          | 71       | 64       |
| Philadelphia Athletics     | 71       | 63       |
| Milwaukee Brewers          | 21       | 15       |
| Cincinnati Kelly's Killers | 43       | 57       |
| Columbus Solons            | 61       | 76       |
| Louisville Colonels        | 54       | 83       |
| Washington Statesmen       | 44       | 91       |

## Líderes

### National League
| National League |                     |             |  |
| Tipo            | Nome                | Estatística |  |
| AVG             | Billy Hamilton PHI  | 34%         |  |
| HR              | Harry Stovey BSN    | 16          |  |
|                 | Mike Tiernan NYG    | 16          |  |
| RBI             | Cap Anson CHC       | 120         |  |
| Vitórias        | Bill Hutchinson CHC | 44          |  |
| ERA             | John Ewing NYG      | 2.27        |  |
| Strikeouts      | Amos Rusie NYG      | 337         |  |

### American Association
| American Association |                   |             |  |
| Tipo                 | Nome              | Estatística |  |
| AVG                  | Dan Brouthers BOS | 35%         |  |
| HR                   | Duke Farrell BOS  | 12          |  |
| RBI                  | Hugh Duffy BOS    | 110         |  |
|                      | Duke Farrell BOS  | 110         |  |
| Vitórias             | Sadie McMahon BAL | 35          |  |
| ERA                  | Ed Crane CKK      | 2.45        |  |
| Strikeouts           | Jack Stivetts STL | 259         |  |

## Eventos

### Janeiro–Março
- 6 de fevereiro – A lista de salários do New York Giants é vazada para a imprensa. Ela mostra uma folha salarial total de  $54.600 com Buck Ewing e $5.500 de salário no topo da lista.

### Abril–Junho
- 11 de abril – Clark Griffith‚ 21 anos de idade‚ faz sua estreia nas grandes ligas‚ aremessando pelo St. Louis Browns em vitória por 13–5 sobre o Cincinnati Kelly's Killers. Após passar a maior parte de 1892 e 1893 nas ligas menores‚ Griffith retornará para permanecer ativo nas grandes ligas como arremessador, técnico e proprietário de clube até sua morte em 1955.
- 22 de abril – No primeiro jogo do terceiro  Polo Grounds, Boston bateu o New York Giants, 4-3.
- 1º de maio – O League Park em Cleveland abre com 10.000 torcedores para ver o arremessador Cy Young bater o Cincinnati Reds, 12-3.
- 14 de maio – Charles Radbourn do Cincinnati Reds consegue sua 300ª vitória na carreira.
- 22 de maio – No League Park em Cincinnati, Mickey Welch do New York Giants consegue uma queimada tripla. Com as bases lotadas na nona entrada, Welch arremessa a bola para Germany Smith, que pega a bola e joga para o segunda base, Bid McPhee, que toca no corredor que chegava na segunda base, Charley Bassett. McPhee então joga a bola para o primeira base, John Reilly, que elimina o corredor, Artie Clarke, que corria entre as bases. O Reds venceu por 8–3.
- 22 de junho – Tom Lovett consegue um no-hitter na vitória do Brooklyn Grooms contra o New York Giants, por 4-0.

### Julho–Setembro
- 1º de julho – O campista externo do  Chicago Colts, Jimmy Ryan, rebate pelo ciclo na vitória por 9–3 sobre o  Cleveland Spiders. É a segunda vez que Ryan rebate pelo ciclo.
- 31 de julho – O arremessador do New York Giants, Amos Rusie, consegue um no-hitter contra o Brooklyn Bridegrooms na vitória por 6-0, com 8  walks e 4 strikeouts. Com 20 anos e 2 meses ele é o mais jovem arremessador a conseguir um no-hitter.
- 26 de agosto – John McGraw estreia com o  Baltimore Orioles na  Associação Americana. Ele joga como interbases, comete um erro, consegue uma rebatida na vitória do Orioles contra o Columbus Buckeyes por 6-5.
- 4 de setembro – Respondendo aos fãs que alegavam que era hora de ele se aposentar, o jogador/técnico do Chicago Colts, Cap Anson, de 39 anos usa uma barba falsa no jogo contra o Boston Beaneaters. Não o ajudou no home plate – ele não conseguiu nenhuma rebatida em 3  vezes ao bastão. O Chicago Colts bateu o Boston por 5-3.
- 12 de setembro – O campista externo do Milwaukee Brewers, Abner Dalrymple, rebate pelo ciclo na vitória por 10–4 sobre o Washington Statesmen.

### Outubro–Dezembro
- 4 de outubro – No último dia da temporada da American Association, Ted Breitenstein do St. Louis Browns consegue um no-hitter contra o Louisville Colonels, na vitória do Browns por 8–0. Foi o primeiro jogo como titular de Breitenstein nas grandes ligas. Ele encarou 27 rebatedores, permitindo apenas um walk. Foi também o último no-hitter da American Association, pois a liga encerraria as atividades na temporada seguinte.
- 26 de novembro – A série do campeonato da Costa do  Pacífico começa entre os campeões da California League (o San Jose Dukes) e os vencedores da flâmula da Pacific Northwest League, (o Portland Webfeet). San Jose vence o jogo incial por 8–6. A série duraria até 10 de janeiro com o  San Jose vencendo 10 jogos a 9. Todas as partidas foram jogadas em  San José, Califórnia.

## Nascimentos

### Janeiro–Março
- 15 de janeiro – Ray Chapman
- 16 de janeiro – Marv Goodwin
- 16 de janeiro – Ferdie Schupp
- 23 de janeiro – Ray Haley
- 28 de janeiro – Bill Doak
- 29 de janeiro – Esty Chaney
- 31 de janeiro – Tim Hendryx
- 5 de fevereiro – Roger Peckinpaugh
- 18 de fevereiro – Sherry Smith
- 18 de fevereiro – Zip Zabel
- 22 de fevereiro – Clarence Mitchell
- 4 de março – Dazzy Vance
- 24 de março – Ernie Shore
- 31 de março – Johnny Couch

### Abril–Junho
- 20 de abril – Dave Bancroft
- 3 de maio – Eppa Rixey
- 20 de maio – Joe Harris
- 21 de maio – Doc Ayers
- 1º de junho – Hank Severeid

### Julho–Setembro
- 6 de julho – Steve O'Neill
- 19 de julho – Earl Hamilton
- 11 de agosto – Walter Barbare
- 18 de agosto – Wally Gerber
- 19 de agosto – Al DeVormer
- 22 de agosto – Happy Felsch
- 28 de agosto – Byron Houck
- 16 de setembro – Rogelio Crespo
- 16 de setembro – George Orme

### Outubro–Dezembro
- 13 de outubro – Fred McMullin
- 3 de novembro –  Charles Spearman
- 5 de novembro – Earle "Greasy" Neale
- 11 de novembro – Rabbit Maranville
- 12 de novembro – Carl Mays

## Mortes
- 13 de janeiro – Joe Connors, idade desconhecida, arremessou em 3 jogos em 1884 na Union Association.
- 6 de fevereiro – Tom Healey, 37?, arremessador em 1878.
- 25 de fevereiro – Jeremiah Reardon, 22?, arremessador que atuou em 2 jogos em 1886.
- 14 de abril – Frank Bell, 27?, jogou pelo Brooklyn Grays em 1885.
- 20 de maio – Jim Fogarty, 27, jogador entre 1884–1890. Liderou a National League em  bases roubadas com 99 em 1889.
- 21 de maio – Jim Whitney, 33, arremessador que teve cinco temporadas com, ao menos, 20 vitórias, incluindo 37 pelo campeão  Boston Braves em 1883; liderou a NL em vitórias, jogos e entradas como novato em 1881, e em  strikeouts em 1883; bom rebatedor, também jogou como campista central, rebateu média de 32,3% em 1882.
- 10 de junho – Jerry Dorgan, 34?, jogador reserva entre 1880–1885.
- 2 de julho – John Cassidy, 34?, campista direito por cinco times que rebateu média de 37,8% pelo Hartford Dark Blues em 1877.
- 14 de julho – Bill Crowley, 34, campista externo entre 1875–1885.
- 29 de julho – Steve Matthias, 31?,  shortstop pelo Chicago Browns/Pittsburgh Stogies da Union Association em 1884.
- 25 de agosto – Jerry Sweeney, 31?, primeira base em 1884 pelo Kansas City Cowboys.
- 28 de agosto – Joe Miller, 41, segunda base que jogou entre 1872–1875.
- 11 de outubro – Will Smalley, 20, terceira base pelo Cleveland Spiders em 1890.
- 14 de outubro – Larry Corcoran, 32, arremessador que venceu 175 jogos pelo Chicago White Stockings entre  1880 to 1885, liderou a NL em vitórias, strikeouts e ERA uma vez cada; primeiro arremessador a coordenar sinais com seu   catcher, conseguiu três no-hitters.
- 21 de outubro – Ed Daily, 29, arremessador entre from 1885–1891. Venceu 26 jogos 1885.
- 19 de novembro – Ernie Hickman, 35?, arremessador titular pelo Kansas City Cowboys da Union Association em  1884.